# Biodontocnema
Biodontocnema là một chi bọ cánh cứng trong họ Chrysomelidae.
Chi này được Biondi miêu tả khoa học năm 2000.

## Các loài
Chi này gồm các loài:
- Biodontocnema brunnea Biondi, 2000